# Энлиль-кудурри-уцур
Энлиль-кудурри-уцур — царь Ассирии приблизительно в 1197—1193 годах до н. э. или 1187—1183 годах до н. э.
Энлиль-кудурри-уцур, сын Тукульти-Нинурта I, согласно «Ассирийскому царскому списку», правил 5 лет. Он вёл войну с вавилонским царём Адад-шум-уцуром. Этим воспользовался ассирийский вельможа Нинурта-апал-Экур, попытавшийся захватить власть в Ашшуре. Хотя в этом случае Нинурта-апал-Экур потерпел неудачу, позднее ему удалось стать царём Ассирии.